# Chadżidimitrowo (obwód Jamboł)
Chadżidimitrowo (bułg. Хаджидимитрово) – wieś w południowo-wschodniej Bułgarii, w obwodzie Jamboł, w gminie Tundża. Według danych Narodowego Instytutu Statystycznego, 31 grudnia 2011 roku wieś liczyła 659 mieszkańców.